# Urša Bogataj
Urša Bogataj (Lubiana, 7 marzo 1995) è una saltatrice con gli sci slovena, campionessa olimpica nel trampolino normale e nella gara a squadre mista a Pechino 2022.

## Biografia

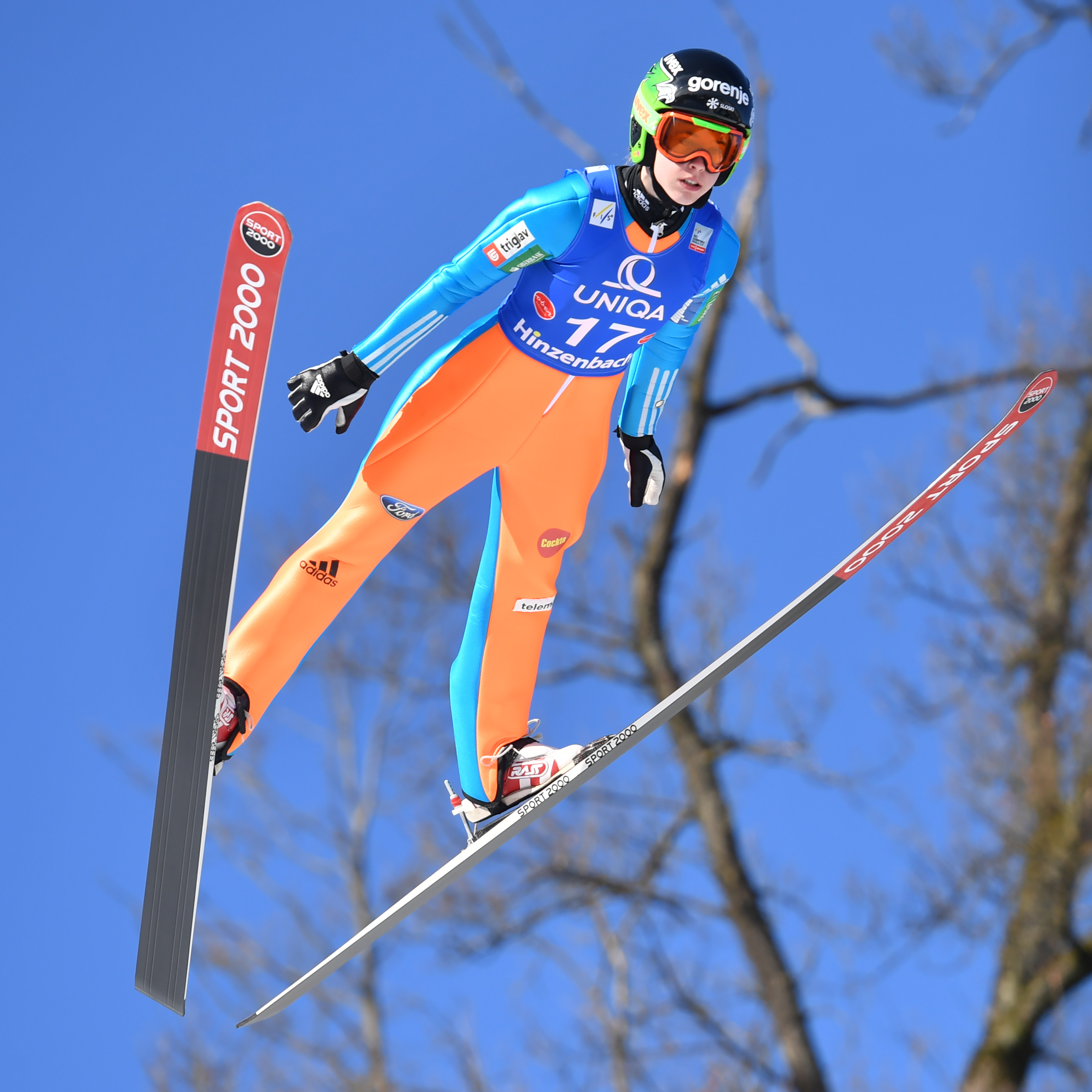
Urša Bogataj in gara a Hinzenbach nel 2017

La Bogataj, originaria di Dobrova-Polhov Gradec, ha debuttato in Coppa Continentale il 21 gennaio 2009 a Dobbiaco (29ª), in Coppa del Mondo nella gara inaugurale del 3 dicembre 2011 a Lillehammer (20ª) e ai Campionati mondiali a Val di Fiemme 2013, dove si è classificata 17ª nella gara individuale e 8ª in quella a squadre. Ha ottenuto il primo podio in Coppa del Mondo il 20 gennaio 2018 a Zaō (2ª); ai XXIII Giochi olimpici invernali di Pyeongchang 2018, suo esordio olimpico, si è classificata 30ª nel trampolino normale.
Ai Mondiali di Seefeld in Tirol 2019 è stata 8ª nel trampolino normale, 4ª nella gara a squadre e 4ª nella gara a squadre mista; il 23 gennaio 2021 ha conquistato a Ljubno la prima vittoria in Coppa del Mondo e ai successivi Mondiali di Oberstdorf 2021 ha vinto la medaglia d'argento nella gara a squadre e si è classificata 13ª nel trampolino normale e 11ª nel trampolino lungo. Ai XXIV Giochi olimpici invernali di Pechino 2022 ha vinto la medaglia d'oro nel trampolino normale e nella gara a squadre mista.
Il 1º gennaio 2023 si è infortunata gravemente dopo essere rovinata a terra durante un salto a Ljubno, riportando la rottura dei legamenti crociati del ginocchio sinistro. Le lesioni la hanno costretta a terminare anticipatamente la stagione.

## Palmarès

### Olimpiadi
- 2 medaglie:
  - 2 ori (trampolino normale, gara a squadre mista a Pechino 2022)

### Mondiali
- 1 medaglia:
  - 1 argento (gara a squadre a Oberstdorf 2021)

### Mondiali juniores
- 3 medaglie:
  - 1 oro (gara a squadre a Liberec 2013)
  - 1 argento (gara a squadre a Val di Fiemme 2014)
  - 1 bronzo (gara a squadre a Erzurum 2012)

### Coppa del Mondo
- Miglior piazzamento in classifica generale: 3ª nel 2022
- 21 podi (14 individuali, 7 a squadre):
  - 6 vittorie (3 individuali, 3 a squadre)
  - 6 secondi posti (3 individuali, 3 a squadre)
  - 9 terzi posti (8 individuali, 1 a squadre)

#### Coppa del Mondo - vittorie
| Data             | Località          | Nazione  | Trampolino                                                         |
| ---------------- | ----------------- | -------- | ------------------------------------------------------------------ |
| 23 gennaio 2021  | Ljubno            | Slovenia | Logarska dolina HS94 (con Ema Klinec, Špela Rogelj e Nika Križnar) |
| 28 gennaio 2022  | Willingen         | Germania | Mühlenkopf HS147 (con Ema Klinec, Cene Prevc e Anže Lanišek)       |
| 26 febbraio 2022 | Hinzenbach        | Austria  | Aigner HS90                                                        |
| 4 marzo 2022     | Oslo Holmenkollen | Norvegia | Holmenkollen HS134 (con Lovro Kos, Nika Križnar e Timi Zajc)       |
| 12 marzo 2022    | Oberhof           | Germania | Rennsteig HS100                                                    |
| 13 marzo 2022    | Oberhof           | Germania | Rennsteig HS100                                                    |

#### Summer Grand Prix
- Vincitrice della classifica generale nel 2021 e nel 2022

### Coppa Continentale
- Miglior piazzamento in classifica generale: 7ª nel 2012
- 3 podi (individuali):
  - 1 secondo posto
  - 2 terzi posti